# Caracal, România
Caracal là một đô thị thuộc hạt Olt, România. Dân số thời điểm năm 2002 là 34603 người.